# Circolante
In economia il circolante è l'insieme delle banconote e delle monete metalliche in circolazione in un determinato momento nel sistema economico che devono, per legge, essere accettate in pagamento in quanto costituenti moneta legale. Rappresenta solo una parte dei mezzi di pagamento esistenti in un sistema economico (altro scritture contabili, titoli di Stato ecc...).

## Descrizione
Tale parte infatti unitamente alle altre attività finanziarie che possono fungere da mezzo di pagamento, quali i depositi in conto corrente trasferibili "a vista" mediante assegno o allo stesso modo rimborsabili in contanti, costituisce la liquidità primaria del sistema economico, nota anche come aggregato monetario M1 (se, invece, si considerano tutti i tipi di depositi bancari, si ottiene l'aggregato monetario M2 o liquidità secondaria). Si noti che non rientrano nel circolante, quindi né in M1 né M2, le banconote e monete non in circolazione in quanto depositate presso le banche, per evitare il doppio conteggio, una volta come circolante, l'altra come deposito. Il deposito in banca di monete e banconote determina, quindi, l'aumento dell'ammontare complessivo dei depositi e la diminuzione, in uguale misura, del circolante, lasciando invariata la liquidità complessiva del sistema (misurata da M1 o M2); solo nel momento in cui la banca reimmette in circolazione le banconote e le monete depositate (ad esempio, prestandole alla clientela) determina un nuovo aumento del circolante e, quindi, della liquidità complessiva (aumento che non si verificherebbe se, invece, la banca trattenesse le banconote e monete o le depositasse presso la banca centrale come riserva).
Unitamente alle altre attività finanziarie convertibili in moneta legale rapidamente e senza costi - costituite da passività della banca centrale verso le banche e, in certi paesi, verso altri soggetti - il circolante entra nella definizione della base monetaria o aggregato monetario M0. Va, peraltro, tenuto presente che la Federal Reserve statunitense adotta una diversa definizione, facendo rientrare in M0 le sole monete e bancononte in circolazione, ossia il circolante, e definendo, invece, MB l'aggregato che comprende M0 più le altre componenti della base monetaria.
Il rapporto tra liquidità complessiva del sistema e base monetaria prende il nome di moltiplicatore monetario. Il suo valore dipende, tra l'altro, dal rapporto tra circolante e volume complessivo dei depositi bancari, che rappresenta la propensione del pubblico a detenere la liquidità sotto forma di monete e banconote anziché depositi bancari ed è a sua volta funzione dei costi di intermediazione bancaria, vale a dire dai costi (non solo monetari, anche, ad esempio, il dispendio di tempo) per prelevare la liquidità dalle banche: più sono alti, maggiore sarà la propensione a tenere scorte di moneta legale; è ragionevole ipotizzare che tali costi siano andati riducendosi con l'evoluzione tecnologica (si pensi al bancomat o all'home banking). Si ritiene anche che il rapporto presenti una certa stagionalità, aumentando nei periodi dell'anno in cui vi è una maggiore concentrazione di pagamenti (si pensi al periodo natalizio), e che sia inversamente correlato al costo opportunità di detenere liquidità non investita, rappresentato dal tasso di rendimento dei titoli e dal tasso d'inflazione.
Nell'area dell'euro il circolante è costituito dalle banconote emesse dall'Eurosistema e dalle altre istituzioni finanziarie monetarie, più le monete metalliche coniate dall'Eurosistema e dai governi nazionali, esclusi gli stock di banconote non ancora emesse e le monete commemorative. A fine novembre 2012 ammontava a 862,5 miliardi di euro, meno di un sesto dell'intero aggregato M1, ammontante a 5.117,8 miliardi di euro, e meno di un decimo dell'aggregato M2, ammontante a 8.991,0 miliardi di euro. Per raffronto, negli Stati Uniti, sempre a fine novembre 2012, il circolante ammontava a 1.081,7 miliardi di dollari, a fronte di un aggregato M1 ammontante a 2.395,8 miliardi di dollari e di un aggregato M2 ammontante a 10.269,2 miliardi di dollari.